# 표삼수
표삼수(1953년 ~ 2022년)는 대한민국의 기업인, 연구인이다.

## 학력
- 부산고등학교
- 서울대학교 전자공학과
- 한국과학기술원 전기전자공학 석사
- 카네기멜론대학교대학원 컴퓨터공학 박사

## 약력
- 1993년 2월 - 1995년 6월 삼성전자 시스템 사업본부 개발담당 이사.
- 1999년 1월 - 2000년 12월 현대정보기술 사장.
- 2001년 4월 - 2004년 3월 우리금융그룹 CIO.
- 2001년 10월 - 2005(?) 우리금융정보시스템 사장.
- 2005년 10월 - 2009(?) 한국오라클 사장.
- 2009년 3월 - 현재 KT CIO 겸 CTO.

## 수상
- 1999년 대통령 표창